# Красноіванівка
Красноіва́нівка (в минулому — Шинаєве, Коншинівка, Коншино, Кончино) — село в Україні, у Кам'янському районі Дніпропетровської області. Входить до складу Саксаганської сільської громади. Населення — 568 мешканців.

## Географія
Село Красноіванівка примикає до села Грушуватка, на відстані 0,5 км розташоване село Нерудсталь, за 3 км — місто П'ятихатки. Селом протікає річка Балка Осиковата. Поруч проходять автомобільна дорога Т 0419 і залізниця, станція Красноіванівка (недіюча) за 4 км.

## Історія
За даними на 1859 рік у власницькому селі Красно-Іванівка (Шинаєве) Верхньодніпровського повіту Катеринославської губернії існувало 22 двори, у яких мешкало 262 особи (123 чоловічої статі та 139 — жіночої).
1908 року населення власницького села Саксаганської волості зросло до 679 осіб (355 чоловіків та 324 жінки), налічувалось 111 дворових господарств.
  Дворянин Коншин Михайло Опанасович у 1839, що володів селом,  закінчив Царськосільський ліцей (Санкт-Петербург), потім служив чиновником з особливих доручень при генерал-губернаторові Західного Сибіру, помер  в 1902 в своєму маєтку біля Красноіванівки.  Його дружина  часто влаштовувала гучні бенкети,  гості в неї  не виводилися. Його син  Михайло Михайлович (1866 р.н.) до 1917 року працював мировим суддею Саксаганської дільниці. Під час Громадянської війни  у маєтку Коншиних  таборились Нестор Махно (1888-1934)  та Маруся Нікіфорова (1883-1919) зі своїми загонами.     Після революції - член      колегії захисників, проживав у П'ятихатках з дружиною і 4 малими дітьми. 
До 2017 року орган місцевого самоврядування — Грушуватська сільська рада. 

## Населення

### Мова
Розподіл населення за рідною мовою за даними перепису 2001 року:
| Мова            | Кількість | Відсоток |
| --------------- | --------- | -------- |
| українська      | 524       | 92.25%   |
| російська       | 40        | 7.05%    |
| білоруська      | 2         | 0.35%    |
| інші/не вказали | 2         | 0.35%    |
| Усього          | 568       | 100%     |

## Об'єкти соціальної сфери
- Фельдшерський пункт.
- В селі розташована П'ятихатська виправна колонія (№ 122).

## Постаті
В селі похований Варфоломєєв Володимир Олександрович — старший солдат Збройних сил України, учасник російсько-української війни.